# انگلیسی پای‌رودی

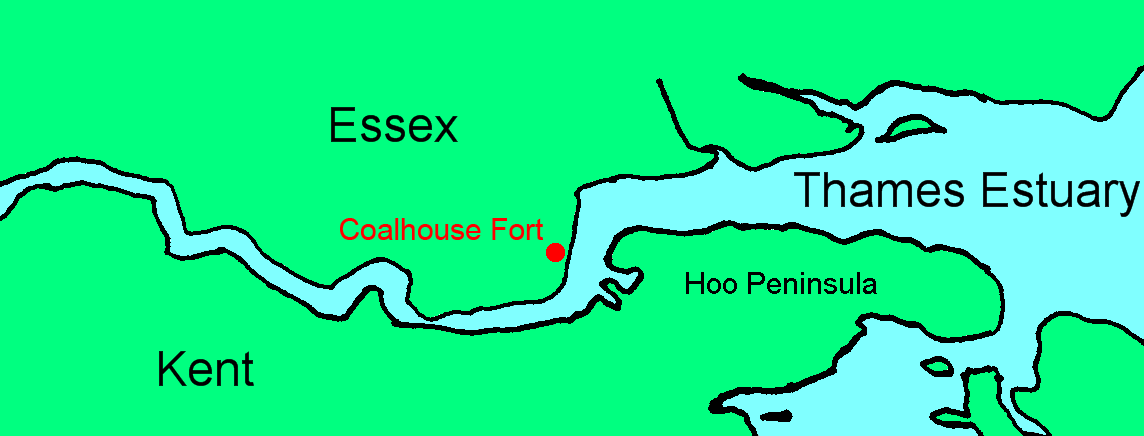
پای‌رود تمز (Thames Estuary)

انگلیسی پای‌رودی یا انگلیسی مصبی (به انگلیسی: Estuary English) لهجه‌ای از زبان انگلیسی است که در جنوب شرقی انگلستان، به‌ویژه نواحی اطراف رود تیمز و پای‌رود آن به مرکزیت لندن رواج دارد. لهجهٔ پایرودی ویژگی‌های مشابه فراوانی با لهجهٔ کاکنی دارد و بین زبان‌شناسان بر سر این که گسترهٔ استفاده از کاکنی به کجا ختم می‌شود و پایرودی از کجا شروع می‌شود، اختلاف است. این اصطلاح اولین بار اکتبر سال ۱۹۸۴، در مقاله‌ای از دیوید روزوارن به کار رفت. روزوارن استدلال کرده بود که لهجهٔ پای‌رودی ممکن است در جنوب شرقی انگلستان سرانجام جایگزین انگلیسی فصیح شود.